# Особлога

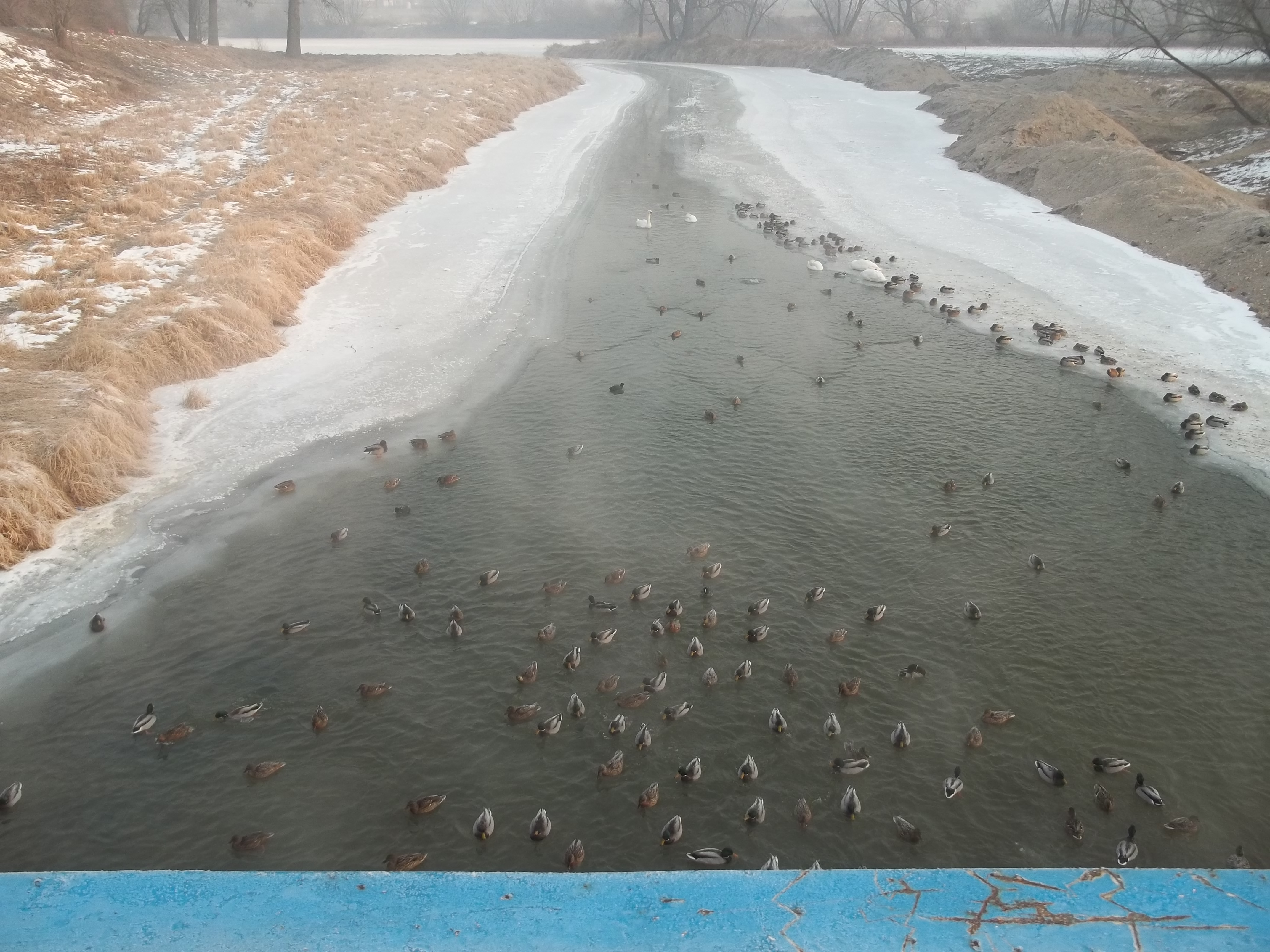
Особлога у Крапковіце взимку(2010)

Особлога (чеськ. Osoblaha, пол. Osobłoga, Ossobłoka, нім. Hotzenplotz  — річка в Чехії й Польщі, у Мораво-Сілезькому краї й Прудницькому, Крапковицькому повітах Опольського воєводства. Ліва притока Одри (басейн Балтійського моря).

## Опис
Довжина річки 65,5 км, найкоротша відстань між витоком і гирлом — 48,67 км, коефіцієнт звивистості річки — 1,35 . Площа басейну водозбору 993 км² (з них 745  км² у Польщі).

## Розташування
Бере початок у Петровіце на південно-східній стороні від міста Злате-Гори. Тече переважно на північний схід через Янів, Особлаху, Рацлавіце Шльонське, Глогувек і у місті Крапковіце впадає у річку Одру.
Притоки: Свинний Потік, Мушлов, Ліптанський Потік, Повеліцький Потік, Троя (праві); Карловський Потік, Лісовий Потік, Золотий Потік, Біла (ліві).